# 细菌萜醇
细菌萜醇也称为“细菌异萜醇”，是一种由乳酸杆菌合成的、具有11个萜醇基的脂质。 这种分布于细菌中的聚萜醇是细胞膜多糖的O抗原侧链、细胞壁胞壁质的多醣骨架以及其它荚膜多糖和甘露糖胶的生物合成中间体。
细菌萜的醇磷酸酯在肽聚糖的合成中能跨膜运输N-乙酰胞壁酸（NAM）和N-乙酰葡萄糖胺（NAG）。杆菌肽则能抑制该过程。 在沙门氏杆菌O抗原侧链的生物合成过程中，糖残基依次从GDP-甘露糖、TDP-鼠李糖、UDT-半乳糖分子上转移到细菌萜醇磷酸酯的磷酸残基上。之后，这三个糖基依次转移使多糖链延伸，完成时再把多糖链转移到称为类脂A的受体上。在溶壁微球菌（Micrococcus lysodeikticus）的甘露糖胶合成中，和上面例子示意的过程不同的只是还会生成一个含磷酸残基的中间体（磷酸甘露糖）。